# Taliesin
Taliesin neboli Taliessin (asi 534 - 599) je nejranější velšský básník, který pracoval na rozvoji a přežití velštiny. Jeho jméno je spojeno s dílem Book of Taliesin, knihou básní, která byla sepsána ve středověku. Mnoho básní je datováno do pozdější doby (od 10. do 12. století), ale některé jsou starší. Jedenáct z nich je podle Ifora Williama datováno do 6. století. Věřil, že to byl bard na dvoře posledních tří britonských králů tohoto věku. V legendách dosáhl statutu „největší bard Británie“ a jako takový byl zodpovědný za posuzování básní v soutěži mezi všemi královskými bardy v Británii. Několik ocenění udělených za básně existuje na okrajích manuskriptů. Taliesinův život byl později předmětem mytologické práce Elise Gruffydda v 16. stol., který vycházel z existující ústní tradice.

### Dětství
Podle prvních tradic pocházejících z 16. století byl Taliesin chráněnec Elphina, který mu dal jméno Taliesin znamenající „zářící čelo“ a který se později stal králem v Ceredigionu. Tradice říká, že vyrostl na jeho dvoře v Aberdyfi a že když mu bylo 13, navštívil krále Maelgwna, Elphinova strýce, a správně prorokoval nebezpečí a způsob Maelgwnovy smrti.

### Život
Básně popisují, co se dělo, když se stal dvorním bardem Brochwela Ysgithroga, krále Powysu (okolo 555), potom jeho následníka Cynan Garwyna a později krále Uriena z Rhegedu a jeho syna Ywaina mab Urien.
Nápad, že byl bardem krále Artuše, je možná z 11. stol. A byl zpracován v moderní poezii, jako Tennysonův Idylls of the King a Taliessin Through Logres Charlese Williamse.

### Smrt
Bedd Taliesin, Taliesinova legendární hrobka na vrcholu kopce nedaleko Ceredigionu, je tradičně považována za místo jeho pohřbu; i vesnice Tre-Taliesin na úpatí kopce byla pojmenována po tomto bardovi v 19. století..

## Book of Taliesin
Práce, která je s ním spojována nejvíce, je The Book of Taliesin, o které vědci věří, že byla napsána velšsky v 10. století. Přijatelná hypotéza je, že jeho básně byly napsány o 4 století později s použitím jazyka Taliesinovy doby. Sir Ifor Williams publikoval text se zápisky v Canu Taliesin (1960) a později publikoval anglickou verzi The Poems of Taliesin (1968).
Dvanáct básní je věnováno známým historickým králům, jako je Cynan Garwyn, král Powysu, a Gwallog z Elmetu.
Osm básní je adresováno Urienovi Rhegedovi, jehož království bylo na hranici mezi Skotskem a Anglií.
Další báseň, žalozpěv, byla věnována Owainovi, synovi Uriena. Zbytek knihy je adresován mytologickým, náboženským a šamanským námětům.